# 1946 w sztukach plastycznych
Wydarzenia w sztukach plastycznych i wizualnych w 1946 roku.

## Malarstwo
- Willem de Kooning

Światłość w sierpniu (Light in August)
- Antoni Tàpies

Pudło ze sznurkami
- Salvador Dalí

Kuszenie św. Antoniego
- Edward Hopper

El Palacio
- Frida Kahlo

Zraniona łania
- Marc Chagall

Krowa z przeciwsłoneczną parasolką – olej na płótnie
- Jackson Pollock

Połyskująca substancja (Shimmering Substance) – olej na płótnie, 76,3x61,6 cm
- Mark Rothko

Sacrifice (kwiecień 1946) – akwarela, gwasz, tusz na papierze, 100,2x65,8 cm, kolekcja Muzeum Guggenheima w Nowym Jorku

## Grafika
- Maurits Cornelis Escher

Jeźdźcy – drzeworyt langowy
Magiczne lustro – litografia
Trzy kule II – litografia
Oko – mezzotinta

## Rzeźba
- Alina Szapocznikow

Kobieta leżąca
Relief II

## Urodzeni
- 5 maja - Ewa Kuryluk, polska malarka
- 15 czerwca - Kevin Larmee, amerykański malarz
- 22 listopada – Włodzimierz Jan Zakrzewski, polski malarz
- 10 grudnia – Jan Sawka (zm. 2012), polski grafik, rysownik, malarz, architekt
- Andrzej Ciesielski, polski malarz, rysownik, twórca instalacji

## Zmarli
- 11 lipca - Paul Nash, brytyjski malarz
- 13 lipca – Alfred Stieglitz, amerykański fotografik, wydawca, marszand